# Ланзы, Сергей Кончукович
Сергей Кончукович Ланзы (3 ноября 1927 - 5 марта 1977) — ведущий мастер тувинского изобразительного искусства, живописец, график, театральный художник, заслуженный деятель литературы и искусства Тувинской АССР (1966), заслуженный художник РСФСР (1968).

## Биография
Родился 3 ноября 1927 года в местечке Чангыс-Шиви Тес-Хемского кожууна в семье арата. Его детство и отрочество прошло в селе Самагалтай, центре Тес-Хемского района. Среднюю школу он уже окончил в Кызыле, где впервые познакомился с изобразительным искусством на уроках живописи и рисунка, который вел известный художник В. Ф. Демин. У Демина Ланзы учился рисовать и быстро делал заметные успехи в рисунке. В 1944 году Министерство просвещения Тувинской Народной Республики направило Сергея Ланзы для учёбы в Свердловское художественное училище. Позднее перевелся в Казанское художественное училище. В 1949 году, окончив училище, вернулся в Кызыл, работал главным художником Тувинского национального драматического театра. В 1953 году поступил в Ленинградский институт живописи, скульптуры и архитектуры институт им. И. Е. Репина. Знакомство с богатейшими музеями Ленинграда, учёба у ведущих мастеров советской живописи (Р.Френца, Е. Моисеенко) значительно обогатили молодого тувинского художника, способствовали расширению его творческого диапазона, росту реалистического мастерства. В 1959 году Ланзы окончил институт, защитив диплом картиной «К партизанам» на тему из истории гражданской войны в Туве, и вернулся на родину.

## Творчество
Ланзы работал в станковой живописи, графике, книжной иллюстрации, театральной декорации, организует художественную студию, творческие поездки по республике, помогает тувинским камнерезам в разрешении социальных и жилищных проблем. С трудом он «выбивает» в Москве проект Дома художника и финансирование на его строительство за счет Художественного фонда СХ РСФСР. Остро ставит вопрос о необходимости открытия в Кызыле художественного музея или картинной галереи, ведет большую общественную деятельность на посту председателя правления Союза художников Тувы, выпускает к выставкам каталоги, буклеты, пишет к ним десятки искусствоведческих статей, а также заметки для газет «Тувинская правда» и «Шын».
Он является и организатором и участником во всех республиканских выставках. Его работы становятся все более широко известными за пределами Тувы по зональным и республиканским выставкам. Произведения экспонировались:
- на 2-й выставке «Советская Россия» (1965)
- на 4-й выставке «Советская Россия» (1970)
- на 5-й выставке «Советская Россия» (1975)
- на выставке произведений художников 16-ти автономных республик РСФСР в Москве (1971)
- на выставке трех зон (Урал, Сибирь, Дальний Восток) в Москве
- на всесоюзных выставках «Всегда начеку» (1964, 1967)
- на зональных выставках «Сибирь Социалистическая» (1969, 1975)
- на выставке, посвященной 100-летию судоходства на Енисее (1976)
- на всесоюзной художественной выставке «Слава труду» (1976).

В живописи Ланзы ведущее место занимает историческая картина. Интерес к истории своего народа пробудился у Ланзы очень рано, во многом ещё под влиянием матери, талантливой народной сказительницы, от которой Сергей Ланзы слышал сотни преданий и рассказов об историческом прошлом Тувы, о героическом восстании 60-ти богатырей и его жестоком подавлении, о революции и красных партизанах.Произведения Ланзы находятся в фондах Национального музея им. Алдан Маадыр Республики Тыва, Картинной галереи Республики Калмыкия, Музея изобразительного искусства Республики Бурятия, Иркутского художественного музея и др.

## Награды и звания
За огромный вклад в развитие советского изобразительного искусства Сергею Кончуковичу Ланзы в 1966 году было присвоено высокое звание заслуженного деятеля литературы и искусства Тувинской АССР, в 1968 — заслуженного художника РСФСР, в 1971 году ему вручена Государственная премия Тувы и в этом же году он был награждён Орденом Трудового Красного Знамени.
- заслуженный деятель литературы и искусства Тувинской АССР (1966)
- заслуженный художник РСФСР (1968)
- Лауреат Государственной премии Тувы (1971)
- Орден Трудового Красного Знамени (1971)

## Произведения
- «Допрос 60-ти богатырей»
- «Допрос в хурээ»
- «После восстания 60-ти богатырей»
- «Приезд красных партизан в Туву»
- «Юность Тувы»
- «Первый выход на сцену»
- «С работы»
- «Праздник воссоединения с Россией» и др.

Живопись:
1. Аржаан. К., м. 84х105. 1974 г.
2. Вечер. Этюд. К., м. 11х35. 1965 г.
3. Зима. Этюд. К., м. 20х29. 1960 г.
4. На заре революции. Эскиз. Х., м. 79х48. 1961 г.
5. Портрет Героя Социалистического Труда и Матери-героини Уруле Кандан. К., темпера. 70х50. 1969 г.
6. Самагалтайское хурээ. Х. м. 60х200. 1970 г.
7. Таёжные цветы. Х., м. 80х100. 1972 г. 8. Тувинский натюрморт. Х., м. 100х150. 1976 г.
9. У истоков Улуг-Хема. Х., м. 50х70. 1975 г. 10. Чайлаг. К., м. 84х105. 1974 г.
Театрально-декорационная живопись:
1. Эскиз декорации к сказке С. Тока «Кодур-оол и Биче-кыс». Б., гуашь 47х67. 1963 г.
2. Эскиз декорации к спектаклю В. Кок-оола «Самбажик». Б., гуашь. 1964 г.
3. Эскиз декорации к спектаклю В. Кок-оол «Самбажык». Б., гуашь 40х50. 1969 г.
4. Эскиз декорации к оперетте «Чечен и Белекмаа». Б., гуашь 50х70. 1969 г. II действие. III действие.
Графика:
1. Абаза — поселок строителей. Б. темпера. 37х106. 1966 г.
2. Асбестовый карьер. Б., гуашь. 37х106. 1969 г.
3. Баглааш (Коновязь). Б., темпера. 37х56. 1967 г. 4. В горах (Пейзаж Абазы). Б. акв. 70х48. 1970 г.
5. Кара-Даг. Б., акв. 50х75. 1967.
6. Портрет старика. Б., кар. 28х31. 1969 г.
7. Улица. Б., фломастер. 39х27. 1967 г.
8. Хормы Эрзина. Б., акв. 33х48. 1970 г.
9. Шушенское. Б., фломастер. 37х54. 1969 г.